# 대서양티티
대서양티티(Callicebus personatus) 또는 가면쓴티티는 신세계원숭이에 속하는 티티원숭이의 일종이다. 브라질에서 발견된다.

## 분류학
대서양티티는 13종과 16아종으로 구성된 칼리케부스속에 속한다. 최근 티티원숭이에 대한 분류에서는 훨씬 더 많은 종을 인정하고 속을 세 개의 속으로 분리했다. 대서양티티 그룹은 칼리케부스속에 그대로 유지된다. 과학 문헌은 3종을 아종으로 기술하고 있다. 해안검은손티티(C. p. melanochir)와 검은이마티티(C. p. nigrifrons), 대서양티티(C. p. personatus)이며, 일부 연구자들은 이 아종을 완전한 종으로 취급하기도 한다.

## 특징
대서양티티는 영역성을 지닌 중간 크기의 사키원숭이과 원숭이로, 보통 1~2kg의 크기를 가진다.

### 아종 변이
대서양티티의 세 아종은 임상적 분화(강과 같은 생태적 장벽으로 인해 개체군의 특정 부분이 부모 종과 분리되어 유전적으로 완전히 고립된 경우)의 산물이다. 각 칼레케부스속 아종 간의 구분은 털 색깔에 기반한다. 이러한 털 색깔의 진화를 이색성이라고 한다. 이 색소는 멜라닌 세포에서 생성되는데, 멜라닌 세포는 자라나는 모수질에 색소를 침착시켜 털이 해당 색소의 색깔로 자라도록 한다. 칼리케부스속 종의 특징적인 색소는 홍채, 피부, 털(보통 이마, 정수리, 꼬리)에서 발견되는 유멜라닌(짙은 갈색 또는 검은색)이다.

### 번식
대서양티티는 일반적으로 일부일처제이다(평생 한 명의 배우자와 함께 지낸다). 1년에 한 마리의 새끼를 낳는다. 겉으로 보기에는 성별을 구별하기 어렵지만, 대서양티티의 가족 역학을 살펴보면 수유 중에는 아버지가 항상 새끼를 품고 있다.

### 일일 활동 수준
가면쓴티티는 두 가지 주요 활동 유형이 관찰되었다. 첫 번째는 비교적 긴 휴식 기간을 사이에 둔 두 번의 섭식 기간이 특징이다. 두 번의 섭식 기간은 서로 다른 장소에서 이루어지며, 하루 중 상당 부분을 두 번째 장소로 이동하여 섭식하는 데 사용했다. 두 번째 활동 패턴은 휴식 기간을 사이에 둔 세 번의 섭식 기간으로 구성되었다. 그러나 이 패턴에서는 이동 시간이 하루 종일 훨씬 더 고르게 분산되었다. 각 섭식 기간은 약 2~3시간 동안 지속되었으며, 이동은 일반적으로 하루 중 약 20%를 차지했다.
가면쓴티티는 하루 종일 영역 표시 행동을 한다. 다른 원숭이 무리와 주변 동물들에게 큰 소리로 무리끼리 울음소리를 내어 영역을 방어한다. 또한, 모든 티티원숭이는 아침에 "새벽 울음소리"를 내는데, 수컷과 암컷이 보통 같은 노래를 듀엣으로 부른다.

## 분포
대서양티티는 주로 안데스 산맥 동쪽의 습한 숲, 특히 브라질 남동부의 해안 내륙 숲에서 발견된다. 대서양티티가 서식하는 것으로 기록된 지역은 바이아와 이스피리투산투, 미나스제라이스, 리우데자네이루, 상파울루이다. 칼리케부스속 원숭이 중 대서양티티스원숭이는 목도리티티를 제외하고 약 1,000km에 달하는 가장 넓은 지리적 분포 범위를 가지고 있다. 이들은 일반적으로 사자타마린이나 거미원숭이 등 다른 원숭이들과 생활 공간을 공유한다.

## 먹이
대서양티티는 기회주의적 섭식동물이다. 다시 말해, 계절마다 얻을 수 있는 풍부한 먹이에 따라 먹이를 선택한다. 먹이 선택은 대체로 까다롭지 않지만, 과일을 즐겨 먹으며 주로 과육이 많은 과일과 씨앗, 잎을 먹는다.

### 토식성
토식성을 보일 수 있다는 사실이 기록되어 있다. 즉, 때때로 흙을 먹는다는 의미이다. 토식성에 대한 다양한 가설이 존재한다. 다음과 같은 가설이 있다.
- 식이 미네랄 보충
- 위의 pH 균형 조절
- 식물 독소 흡수
- 입안의 촉각적 감각
- 위장관에 대한 생리화학적 효과
- 내부 기생충 감염 완화

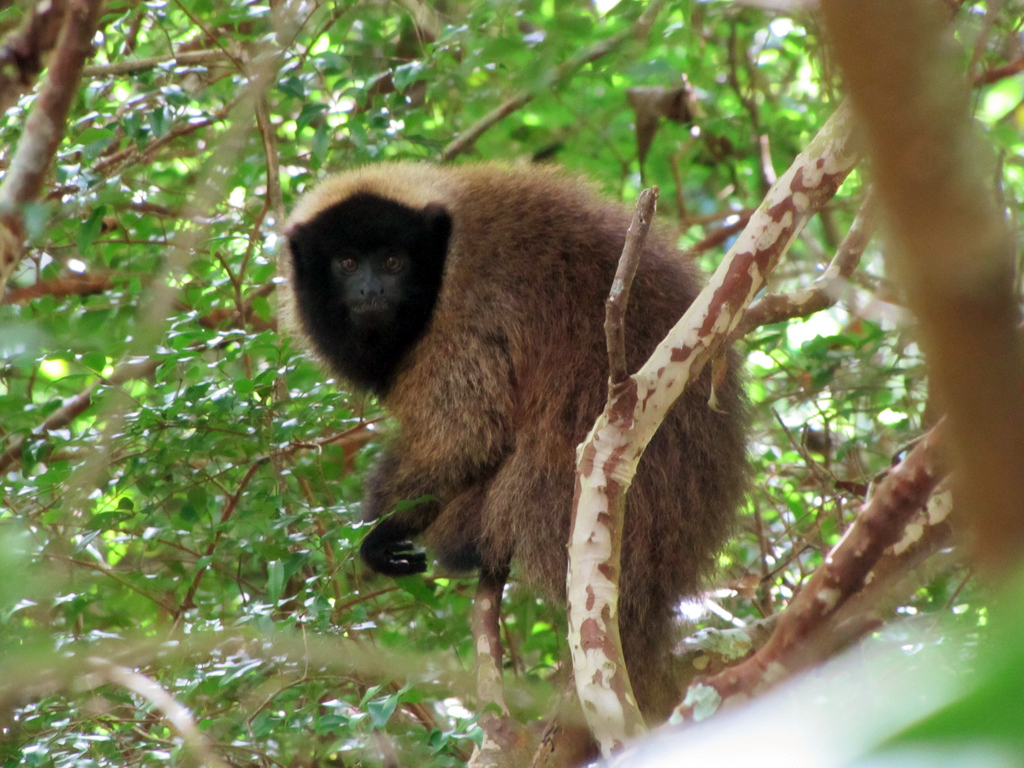
이스피리투산투 대서양림에서 서식하는 대서양티티.

가면쓴티티는 나무원숭이이다. 숲 바닥에서 발견되는 것은 흔하지 않다. 뱀의 포식을 피하기 위해 열대우림 나무 위에 머무르는 것을 선호하는 것으로 추정된다. 이들은 하루 활동의 99%를 지상에서 최소 5미터 이상 높이에서 보낸다. 과실을 먹는 특성상 땅에서 곤충이나 작은 척추동물을 찾는 모습은 거의 관찰되지 않았다. 대신 브라질 동부의 울창한 열대우림의 높은 나뭇가지에 머무르는 것을 선호한다. 이들은 땅 위를 선호하지 않기 때문에 연구자들은 이들이 개미집 위에서 발견된 흙을 먹는 모습을 관찰했다. 이는 가면쓴티티에게 다음과 같은 추가적인 이점이 된다.
- 원숭이가 주변 포식자를 탐색하고 나무의 보호막에 가까이 접근할 수 있기 때문에 토양을 선택하는 것이 더 안전한 위치다.
- 숲 바닥의 표토(잎을 자르는 개미에 의해 굳어진 토양만큼 단단하게 고정되지 않음)보다 덩어리진 토양이 원숭이의 마주 보는 손가락으로 잡기가 더 쉽다.
- 개미집에는 낙엽과 숲 잔해가 적어 포식자에게 노출되는 시간이 줄어든다.

수년 동안 연구자들은 가면쓴티티가 잎을 많이 먹는데 나트륨 함량이 매우 낮기 때문에, 토식을 나트륨 보충으로 이용할 수 있다고 믿었다. 그러나 대서양티티가 섭취한 토양의 지구화학 분석 결과, 이 토양에는 나트륨 함량이 높지 않은 것으로 나타났다. 가면쓴티티가 섭취한 토양에는 무작위 토양 샘플과 비교하여 다양한 미네랄이 함유되어 있었지만, 이러한 미네랄이 티티의 식단에서 반드시 중요한 구성 요소는 아니었다. 따라서 토양은 티티의 먹이에서 영양학적으로 중요한 부분이 아니라는 결론을 내렸다. 또 다른 가설은 토양이 제산제 역할을 한다는 것이었다. 그러나 최근 연구 결과에 따르면 원숭이가 섭취한 토양의 pH는 무작위 토양 샘플에 비해 매우 낮은 것으로 나타났다. 따라서 토식은 주로 위 pH 수치를 완충하는 데 사용되지 않는 것으로 보인다. 또한, 점토 분자는 독소 흡수에 이상적인 크고 평평한 구조를 가지고 있기 때문에 연구자들은 토양이 이처럼 많은 양과 다양한 숲의 잎을 섭취하여 얻은 독소를 흡수하는 역할을 할 수 있다고 제안했다. 안타깝게도, 가면쓴티티가 섭취한 과일의 독성 수준에 대한 연구는 현재 진행되지 않았기 때문에 이 가설의 타당성을 검증하기 위해서는 더 많은 연구가 필요하다. 또한, 가면쓴티티가 개미토양뿐만 아니라 흰개미집 토양도 선호했다는 점에 주목하는 것이 중요하다. 개미집 토양과 흰개미집 토양은 원숭이에게 동일한 기능을 하지만, 일부 연구자들은 원숭이가 두 가지 토양을 모두 제공받았을 때 일반적으로 개미집 토양보다 흰개미집 토양을 선호하는 경향이 있다는 것을 관찰했다. 이러한 선호도의 이유는 아직 밝혀지지 않았다.

## 보전
브라질 숲에 인간이 존재하더라도 티티원숭이는 일반적으로 사람이 벌채하거나 침입한 숲인 "훼손된" 숲에 서식하는데, 이는 훼손되지 않은 숲보다 먹이가 더 많기 때문이다. 가면쓴티티가 방해를 받은 숲과 방해를 받지 않은 숲을 이용하는 것은 식량 가용성에 비례한다. 브라질 동부의 대서양림은 원래 면적의 5%로 줄어들었고, 그중 2%만이 훼손되지 않은 숲이다. 티티원숭이의 생존은 훼손된 숲에서 성공적으로 서식할 수 있는 능력에 전적으로 달려 있다. 그러나 티티원숭이는 훼손된 숲과 훼손되지 않은 숲의 차이를 인식하지 못하는 것 추정된다. 앞서 언급했듯이, 티티원숭이는 기회주의적으로 먹이를 찾기 때문에 먹이가 가장 많은 숲에 서식한다. 먹이가 있는 한 (인간이 그 먹이를 제공하더라도) 남아메리카 열대우림의 많은 부분이 훼손되어도 원숭이들은 살아남을 수 있다.